# Mitta Van der Maat
Anna Maria Johanna Carolina (Mitta) Van der Maat (Mortsel, 14 juni 1958) is een Vlaams zangeres, regisseuse en actrice.

## Levensloop
Ze studeerde in 1981 af aan de kleinkunstafdeling van Studio Herman Teirlinck. In haar theatercarrière stond ze op de planken met stukken van het Koninklijk Jeugdtheater, het N.V.T, het Fakkelteater, Theater Antigone, de Zwarte Komedie en de Experimentele Werkgroep voor Toneel (EWT-theater). Momenteel is ze verbonden aan Theater aan de Stroom in Antwerpen.
Ze was Maria Backeljau, de vrouw van Çois in de televisiesitcom De Familie Backeljau, en speelde ook mee in De wet van Wyns. In 16+ had ze een rol als de moeder van Annabel. Daarnaast waren er gastrollen in de televisieseries Langs de Kade, Witse en Familie. Ze vertaalde de liedjes voor de Vlaamse versie van de Disney animatiefilm uit 1996 De Klokkenluider van de Notre Dame en de liedjes van de Vlaamse versie van Mulan in 1998. Met Hilde Vanhulle, Wanda Joosten en Anne Mie Gils zong ze in NoNonsense, een groep die meerdere tournees afwerkte. Later volgden Woman, Never give up on the heart en in dezelfde bezetting de cd 4 Angels. In 2004 werd ze afgebeeld in het derde album van De Geverniste Vernepelingskes.
Ze speelde in Het Goede Lijf, een stuk uit 2006, samen met An Nelissen en Janine Bischops onder regie van Peter Perceval. In 2008 bracht ze Stadsmus uit, een voorstelling in het Antwerps, met liedjes van Édith Piaf. In 2009 speelde ze mee in Zaterdag, zondag, maandag van het Publiekstheater in een regie van Dirk Tanghe. In 2011 speelde ze de hoofdrol in de broadwaymusical Hello, Dolly!, met Het Belcantogezelschap van Sint-Niklaas, in regie van Marc Boon.
Ze regisseerde alle theatermonologen van Luk Wyns, Voor en na, Alleen, Vuil Spel, IJstijd, Sterke Verhalen, en de producties Het Zeepaard en Wankele balans voor het EWT-theater.
Bij de lokale verkiezingen in 2018 was ze kandidaat voor de PVDA in de stad Antwerpen. Ze raakte niet verkozen.

## Privé
Ze is dochter van choreograaf/danser Jaak Van Luyth (Anton Van der Maat). Ook was ze een nicht van Bea Van der Maat.
Van der Maat was van 1987 tot 2004 getrouwd met acteur Luk Wyns, met wie ze zoon Jonas kreeg. Ze woont op het Antwerpse Kiel.

## Televisie
- Binnenstebuiten (2013) als  Francine Fiers
- Zone Stad (2013) als Helga
- Familie (2012) als Magda
- 16+ (2007-2008) als moeder Annabelle
- Witse (2006) als Alice Brems
- Sterke verhalen (1997)
- De Familie Backeljau (1994-1997) als Maria
- Langs de kade (1989)

## Film
- Verliefd op Ibiza (2013) als Minique
- Vergeten straat (1999) als Marie
- Nonsens (1991) als zuster Marie-Josephine
- Gejaagd door het weekend (1989)
- Paniekzaaiers als prostituee

- MusicBrainz: 2146d2b2-b803-4d10-be4e-ad4e13d7c498